# 寺原站

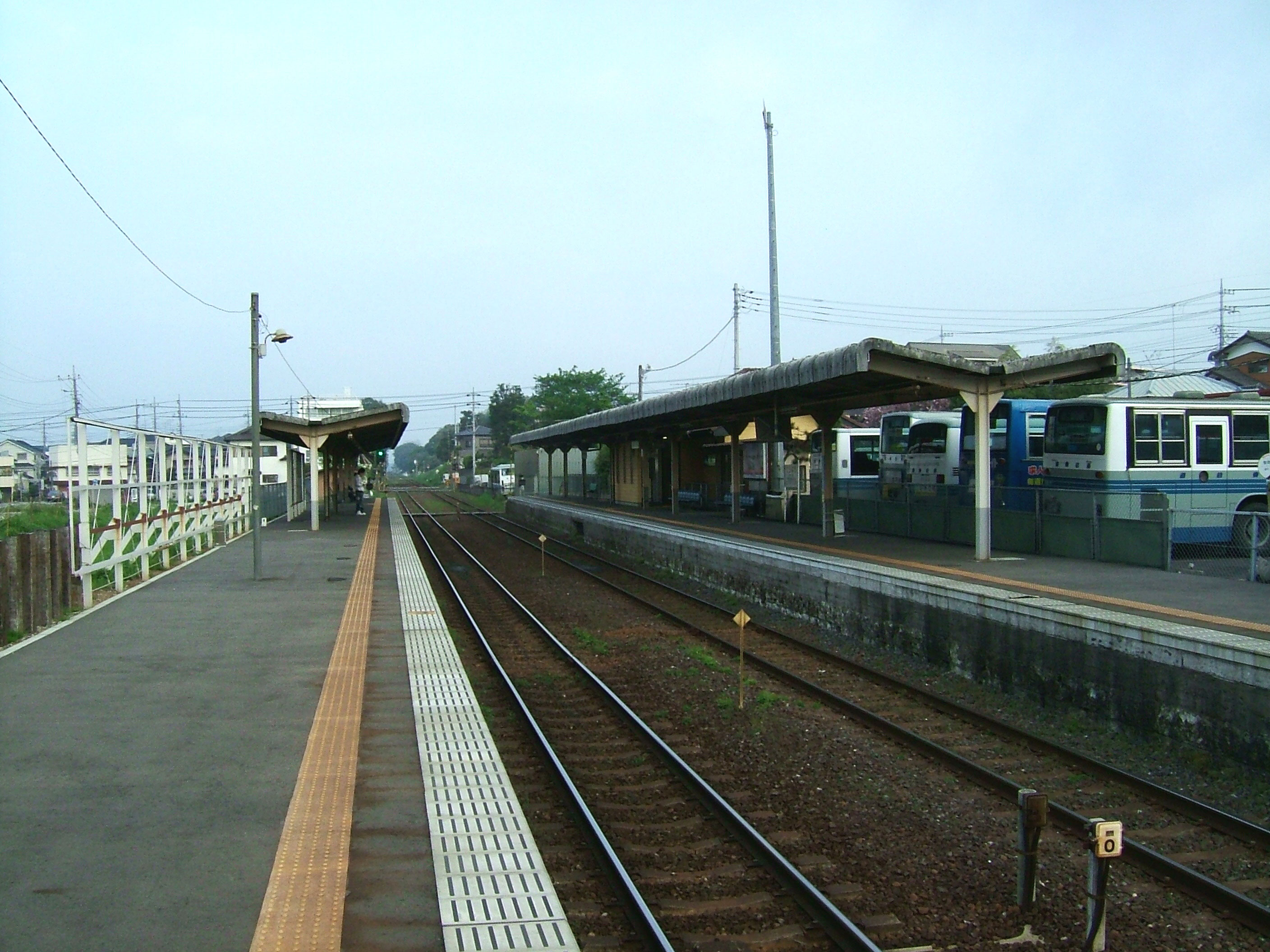
月台（2008年4月）

寺原站（日语：／ Terahara eki */?）是位於茨城縣取手市駒場一丁目1番1號，關東鐵道的常總線車站。

## 概要
此站位於取手市（舊·寺原村），鄰近取手市政廳。

### 在此站行走的運行形態
- 上行（取手方向）
  - 日間每小時設有4班普通列車（前往取手）停靠[2]。
- 下行（守谷、小絹、水海道、下妻、下館方向）
  - 日間每小時設有4班普通列車（前往下館或水海道）停靠。部分時段前往下館的列車需要在水海道站轉乘列車[注釋 1]，晚間設有前往下妻的班次[2]。

## 歷史
車站名稱取自舊村名寺原村（在1955年編入至取手町）。而寺原這地名取自1889年（明治22年）4月1日，由北相馬郡寺田村和桑原村合併而成的合成地名。
- 1913年（大正2年）11月1日：常總鐵道（日语：常総鉄道）車站啟用[1]。
- 1945年（昭和20年）3月30日 - 與筑波鐵道（第一代）（日语：筑波鉄道 (初代)）合併，成為常總筑波鐵道（日语：常総筑波鉄道）車站[1]。
- 1965年（昭和40年）6月1日 - 與鹿島參宮鐵道（日语：鹿島参宮鉄道）合併，成為關東鐵道車站[1]。
- 1977年（昭和52年）4月7日 - 取手站至此站之間成為雙線鐵路[1]。
- 1982年（昭和57年）12月8日 - 此站至南守谷站之間成為雙線鐵路[1]。
- 2009年（平成21年）3月14日 - 此站可以使用IC卡PASMO[1]。
- 2010年（平成22年）9月1日 - 部分時段（10－16時）沒有車站職員當值[4]。
- 2013年（平成25年）2月16日 - 原則上，整日沒有車站職員當值[5]。
- 2018年（平成30年）10月1日 - 新設南出口，現存的車站大樓是北出口

## 車站構造
此站是地面車站，設有2面2線的相對式月台。從前此站是直營車站，現時變為無人車站。兩月台靠近下館一方設有站內平交道。
在2003年（平成15年）尾，車站設施翻新工程完成，引入了兩台自動閘機。在2005年（平成17年），月台高低差縮小工程開始，新設了讓輪椅人士使用的斜道。另外，月台一半位置的高度被提高。

### 月台
| 月台 | 路線    | 方向                   |
| ---- | ------- | ---------------------- |
| 1    | ■常總線 | 取手方向               |
| 2    | ■常總線 | 守谷、水海道、下館方向 |

## 使用狀況
以下為乘降人次變化列表。
| 年度   | 1日平均 乘車人次 | 1日平均 上下車人次 |
| ------ | ---------------- | ------------------ |
| 2009年 | 1,012            | 2,082              |
| 2010年 | 948              | 1,949              |
| 2011年 | 938              | 1,925              |
| 2012年 | 942              | 1,932              |
| 2013年 | 948              | 1,944              |
| 2014年 | 950              | 1,890              |
| 2015年 | 940              | 1,924              |
| 2016年 | 957              | 1,963              |
| 2017年 | 904              | 1,857              |
| 2018年 | 953              | 1,942              |
| 2019年 |                  | 1,960              |

## 車站周邊

### 巴士專用平交道
- 站前廣場設有關東鐵道巴士等候處。在該處沒有巴士站。
- 連接等候處與縣道之間的道路比較狹窄，因此設有巴士專用平交道，該道路以S形跨過路軌後便可連接縣道130號。
- 在道路上的平交道中，每邊設有兩個遮斷機。一個遮斷機是與一般平交道無異，當列車接近時便會關閉。而另一個遮斷機是長期關閉，當巴士需要通過時才會開啟，形成了雙重遮斷機。該平交道在其他地方比較少見[8]。

### 周邊設施
- 取手市政廳
- 東海學院文化教養專門學校（寺原校舍：專修學校高等課程（日语：専修学校高等課程））
- 取手市立取手第二中學
- 取手市立取手西小學
- 綠丘丘幼稚園
- 取手郵局（日语：取手郵便局）
- 中央勞動金庫（日语：中央労働金庫）取手分店
- 立正佼成會取手教會
- UNIQLO取手店
- 湯樂之里（日语：湯楽の里）取手店
- 前田建設工業ICI綜合中心 ICI實驗室

## 巴士路線
站前沒有巴士路線駛入。附近設有關東鐵道與取手市社區巴士路線通過。在平交道南邊設有「取手市政廳入口」巴士站，北邊設有「寺原」巴士站。在車站北邊設有社區巴士站「寺原站入口」巴士站。

### 寺原站入口巴士站
| 乘車處 | 系統        | 主要途經                                       | 目的地     | 巴士公司                   | 備註 |
| ------ | ----------- | ---------------------------------------------- | ---------- | -------------------------- | ---- |
|        | [4]北部路線 | JA取手綜合醫療中心、取手站東出口、藤代站北出口 | 取手市政廳 | 取手市社區巴士（Koto巴士） |      |
|        | [4]北部路線 |                                                | 取手市政廳 | 取手市社區巴士（Koto巴士） |      |

### 取手市政廳入口巴士站
| 乘車處                           | 系統                                                 | 主要途經         | 目的地                     | 巴士公司 | 備註 |
| -------------------------------- | ---------------------------------------------------- | ---------------- | -------------------------- | -------- | ---- |
|                                  |                                                      | 谷井田、櫸通中央 | 守谷站東出口               | 關東鐵道 |      |
| 谷井田、伊奈中央、未來平站       | 谷田部車廠                                           |                  |                            | 關東鐵道 |      |
| 谷井田、伊奈中央、筑波高爾夫球場 | 谷田部車廠                                           |                  |                            | 關東鐵道 |      |
| [4]北部路線                      | （櫻莊）、藤代體育中心前、藤代站北出口、取手站東出口 | 取手市政廳       | 取手市社區巴士（Koto巴士） |          |      |
| [4]北部路線                      | JA取手綜合醫療中心、取手站東出口、藤代站北出口       | 取手市政廳       | 取手市社區巴士（Koto巴士） |          |      |
|                                  |                                                      | 白山八丁目       | 取手站西出口               | 關東鐵道 |      |
| [4]北部路線                      |                                                      | 取手市政廳       | 取手市社區巴士（Koto巴士） |          |      |

- 另外，取手市政廳設有取手社區巴士 [1]中央循環東路線和[2]中央循環西路線駛入。

## 相鄰車站
關東鐵道
■常總線
普通、快速
西取手－寺原－新取手

## 注腳

## 外部連結
- 寺原站 | 車站案內 （页面存档备份，存于）（日語） - 關東鐵道